# ハイヌーンショー
『ハイヌーンショー』は、1971年10月1日から1975年3月31日までフジテレビ系列局で生放送されていたフジテレビ製作のバラエティ番組である。

## 概要
前番組『お昼のゴールデンショー』のリニューアル版で、「ニュースから娯楽色豊かなバラエティまで」をキャッチフレーズにヤクルトホールからの公開生放送を行っていた。

## 放送時間
いずれも日本標準時。
- 月 - 金曜 12:00 - 12:45 （1971年10月1日 - 1974年9月30日）
- 月 - 金曜 12:00 - 12:40 （1974年10月1日 - 1975年3月31日） - 12:40からのミニ番組『えぷろんママさん』がスタートするのを受けて5分縮小。

## 出演者

### 司会
- 黒沢良（1971年10月 - 1971年12月） - 月曜担当。司会降板後もコーナーレギュラーを務めていた時期あり。
- 月の家圓鏡（1972年1月 - 1975年3月） - 月曜・火曜・水曜担当。
- 松島トモ子（1971年10月 - 1975年3月） - 月曜・火曜・水曜担当。
- コロムビア・トップ・ライト（1971年10月 - 1971年12月） - 火曜・水曜担当。
- 長内美那子 - 木曜・金曜担当。
- 野間脩平（当時フジテレビアナウンサー） - 木曜・金曜担当。

### 曜日別レギュラー
- 伊東四朗
- 小松政夫
- 笑福亭鶴光
- 海原千里・万里
- 東八郎
- 青空球児・好児
- 猪俣公章
- 林家こん平
- 内山田洋とクールファイブ
- ダン池田とニューブリード - 演奏担当。
- ほか

## スタッフ
- 構成：塚田茂、柴田昭
- 音楽：土持城夫
- 美術：木村一郎
- 技術：金岩昭博（八峯テレビ）
- プロデューサー→ディレクター：鈴木幸雄
- 演出→プロデューサー：下平幸雄
- 企画構成：フジポニー
- 制作著作：フジテレビ

## コーナー
- 夢のレコーディング - ゲスト歌手とその歌手のファンがデュエットし、その歌声を放送中にレコード盤に収録してファンに贈呈する企画。
- 公開コントコーナー
- 結婚百景 - ゲスト夫婦と司会者による対談企画。後にコーナー名を「アツアツおのろけ問答」→「夫婦ラブレター交換」に変更。
- どっこいしょインタビュー - 圓鏡がゲスト歌手にアドリブを交えてインタビューする。
- あの唄をもう一度
- 芸能一本勝負
- ナツメロベスト10
- 物まねヒットパレード
- ほか

## ネット局
系列は放送当時のもの。
| 放送対象地域           | 放送局         | 系列                                  | 備考                                                                                              |
| ---------------------- | -------------- | ------------------------------------- | ------------------------------------------------------------------------------------------------- |
| 関東広域圏             | フジテレビ     | フジテレビ系列                        | 製作局                                                                                            |
| 北海道                 | 北海道文化放送 | フジテレビ系列                        | 道央エリアのみサービス放送期間中の1972年1月14日から先行放送。 同年4月1日からは全道で放送。        |
| 宮城県                 | 仙台放送       | フジテレビ系列                        |                                                                                                   |
| 秋田県                 | 秋田テレビ     | フジテレビ系列                        |                                                                                                   |
| 山形県                 | 山形テレビ     | フジテレビ系列                        |                                                                                                   |
| 長野県                 | 長野放送       | フジテレビ系列                        |                                                                                                   |
| 静岡県                 | テレビ静岡     | フジテレビ系列                        |                                                                                                   |
| 富山県                 | 富山テレビ     | フジテレビ系列                        |                                                                                                   |
| 石川県                 | 石川テレビ     | フジテレビ系列                        |                                                                                                   |
| 福井県                 | 福井テレビ     | フジテレビ系列                        |                                                                                                   |
| 中京広域圏             | 東海テレビ     | フジテレビ系列                        |                                                                                                   |
| 近畿広域圏             | 関西テレビ     | フジテレビ系列                        |                                                                                                   |
| 島根県 →島根県・鳥取県 | 山陰中央テレビ | フジテレビ系列                        | 1972年9月21日までの放送エリアは島根県のみ。 1972年9月22日から相互乗り入れに伴い、鳥取県でも放送。 |
| 岡山県                 | 岡山放送       | フジテレビ系列 NET系列                |                                                                                                   |
| 愛媛県                 | テレビ愛媛     | フジテレビ系列                        |                                                                                                   |
| 福岡県                 | テレビ西日本   | フジテレビ系列                        |                                                                                                   |
| 佐賀県                 | サガテレビ     | フジテレビ系列                        |                                                                                                   |
| 熊本県                 | テレビ熊本     | フジテレビ系列 日本テレビ系列 NET系列 |                                                                                                   |
| 宮崎県                 | テレビ宮崎     | フジテレビ系列                        | 当時はANNとNNNには非加盟。                                                                        |
| 鹿児島県               | 鹿児島テレビ   | フジテレビ系列 日本テレビ系列 NET系列 |                                                                                                   |
| 沖縄県                 | 沖縄テレビ     | フジテレビ系列                        | 放送開始時には琉球政府の統治下。                                                                  |